# Ancienne chapelle Saint-Gervais-Saint-Protais du Pré-Saint-Gervais
L'ancienne chapelle Saint-Gervais-Saint-Protais est une ancienne église catholique située au Pré-Saint-Gervais, dans le département français de la Seine-Saint-Denis, en France,,.

## Localisation
Cet édifice se trouve au 89 rue André-Joineau au Pré-Saint-Gervais, à l'angle de la rue Alexander-Fleming.

## Historique
L'histoire de cette chapelle est liée à la décision prise au XIIIe siècle par l'abbaye de Saint-Denis, de construire une chapelle offrant à la dévotion des fidèles une relique de saint Gervais. Cette chapelle sera placée sous le double vocable de ce saint et de son frère jumeau, saint Protais, lui aussi martyr, fils de saint Vital de Ravenne et de la bienheureuse Valérie. Là est l'origine du nom de la ville, dont la première mention remonte à 1217.
Toutefois, aucun pouvoir civil ni religieux n'est attaché à ce lieu de culte, plaçant les habitants de l'endroit dans la dépendance de la paroisse de Pantin, dépendance qui freinera longtemps le développement de ce village. Ainsi, en 1755, l'abbé Lebeuf, en mentionnant la chapelle, note que le hameau du Pré-Saint-Gervais a plus de foyers que la paroisse de Pantin, auquel cependant il appartient
Une seconde chapelle est construite à cet endroit en 1588,, consacrée le 12 avril 1613 par Henri de Gondi, évêque de Paris, date à partir de laquelle on pourra y tenir école, un prêtre y pourra être établi, bien que toutefois l'eau bénite devra toujours être prise à l'église de Pantin, et que seules des messes basses y seront célébrées.  Devoir est donc fait aux fidèles de se rendre à l'église Saint-Germain de Pantin pour les baptêmes, les mariages, les messes d'enterrements.

### Révolution française
C'est la Révolution française qui libère la chapelle de cette sujétion, car en 1790, la commune de Pantin perd la paroisse du Pré-Saint-Gervais qui obtient son autonomie.
À la même époque le cimetière qui entourait l'édifice est vidé tant par manque de place, comme le suggère une délibération du 20 pluvôse an X (6 février 1799), que par la promulgation du Décret Impérial sur les sépultures en 1804. Les restes funèbres en sont transférés tout d'abord au cimetière communal de Pantin créé en 1818, puis au nouveau cimetière communal du Pré-Saint-Gervais qui date de 1826.
Cette chapelle est reconstruite en 1825 par l'architecte Louis-André Rebeilleau, inaugurée le 19 juin 1825 et devient église paroissiale.

### Désaffection
Elle est ensuite désaffectée en 1920 au profit de l'église de la Sainte-Famille, construite en 1912.
En octobre 1921, la municipalité communiste dirigée par Eugène Boistard la loue pour une durée de dix-huit ans à l'Union des Syndicats de la Seine, d'obédience communiste, aussi appelée maison des syndicats, qui doit y créer un dispensaire. En 1929, le même maire est reconduit dans ses fonctions sur une liste socialiste, et, le dispensaire du Pré ne donnant pas satisfaction, son titulaire en est expulsé la même année par jugement du 8ème Tribunal civil de la Seine.
Dans les années 1950, le bâtiment est transformé, perdant sa façade à fronton triangulaire et son clocher. Les fenêtres sont repercées, effaçant son caractère de lieu de culte de l'édifice.
Par la suite, il abrite le centre de Sécurité sociale, et aujourd'hui un centre technique municipal du Service des espaces publics.

## Description
C'est un édifice très simple, de plan rectangulaire, à nef unique de quatre travées, dont la façade actuelle est de style Art Déco.